# Петроградский военно-революционный комитет

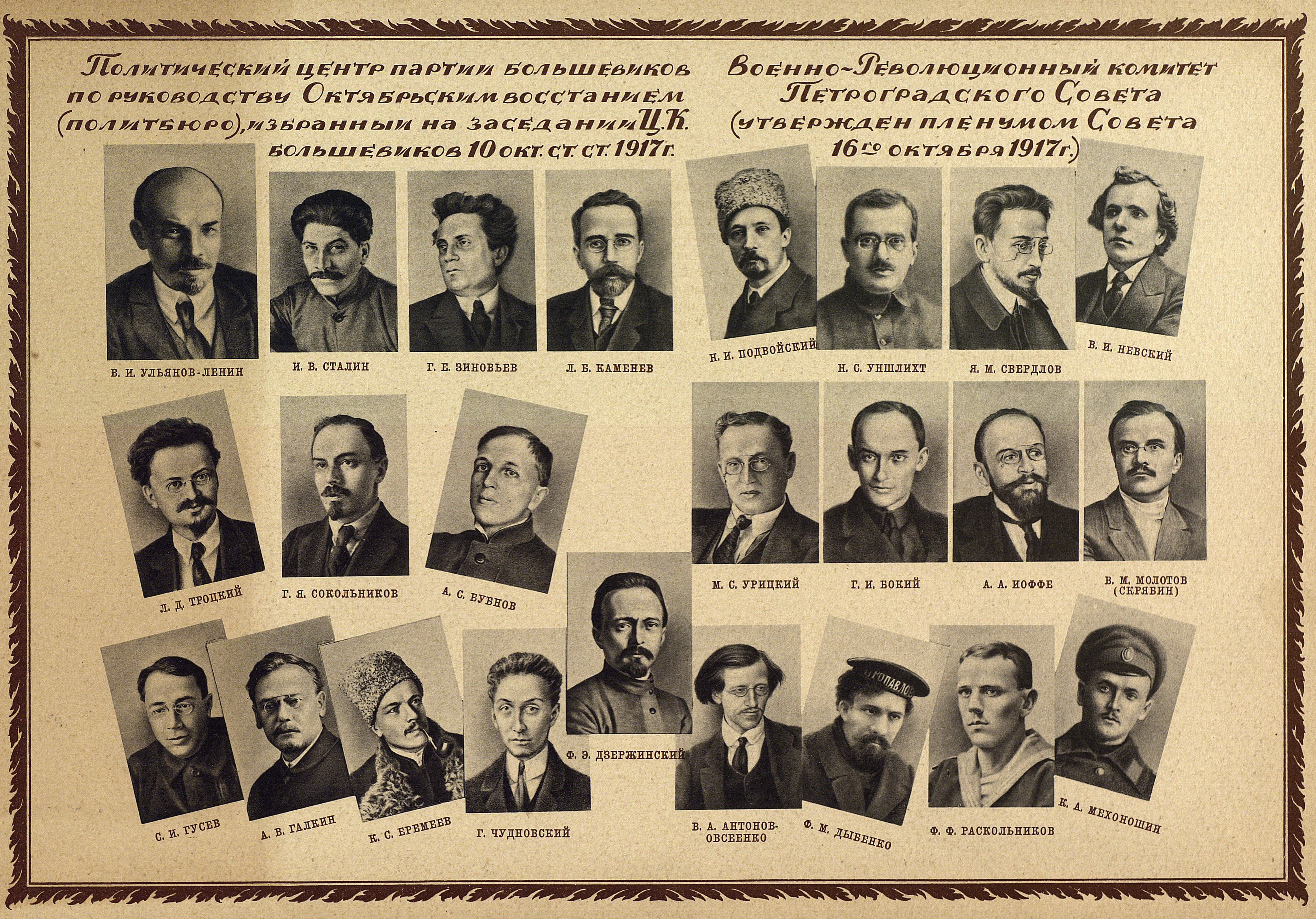
Члены ВРК

Петрогра́дский вое́нно-революцио́нный комите́т — орган Петроградского совета рабочих и солдатских депутатов, созданный 12 (25) октября 1917, как заявлялось, для защиты революции от «открыто подготавливающейся атаки военных и штатских корниловцев» по инициативе председателя Петросовета Л. Д. Троцкого, а фактически подготавливавший и руководивший Октябрьским вооружённым восстанием в Петрограде. ВРК позиционировал себя как многопартийный орган Петросовета; в его состав, помимо большевиков, входил также ряд левых эсеров и анархистов.

## Создание ВРК
Фактически этот орган координировал подготовку Октябрьского вооружённого восстания, обеспечивал военную сторону выступления. Сформировался между 16 и 21 октября 1917. В состав ВРК входило несколько десятков человек: большевиков, левых эсеров и анархистов.
В соответствии с утверждённым Петросоветом 12 (25) октября Положением о ВРК в его состав вошли представители ЦК, и петроградских и военных партийных организаций партий левых эсеров и большевиков, делегаты президиума и солдатской секции Петросовета, представители штаба Красной гвардии, Центробалта и Центрофлота, фабзавкомов и т. д. Положение о ВРК также провозгласило, что этому органу подчиняются все представители большевиков и левых эсеров, все красногвардейцы, солдаты Петроградского гарнизона и матросы Балтийского флота.
В составе ВРК было организовано Бюро ВРК, осуществлявшее оперативную работу. В состав Бюро ВРК входили левые эсеры Лазимир и Г. Н. Сухарьков, большевики Подвойский и Антонов-Овсеенко. Во главе Бюро ВРК и самого ВРК формально стоял левый эсер П. Е. Лазимир, но зачастую решения принимались большевиками: Л. Д. Троцким, Н. И. Подвойским, В. А. Антоновым-Овсеенко. В составе ВРК были образованы отделы приёма донесений (Лазимир), агитации (В. М. Молотов), вооружения (большевики А. Д. Садовский и В. В. Фомин), автомобильный (левые эсеры В. М. Юдзентович, И. В. Балашов), снабжения и продовольствия (большевики Д. Г. Евсеев и Н. А. Скрыпник), справочный стол и отдел внутренней и внешней связи (Ф. И. Голощёкин), впоследствии также были сформированы отделы следственно-юридический (П. И. Стучка), печати и информации (В. А. Аванесов), секретариат (С. И. Гусев), Штаб ВРК (Подвойский, Антонов-Овсеенко, Крыленко) и т. д..

## ВРК в Октябрьской революции
В ночь с 18 на 19 октября ВРК провёл своё первое заседание. При помощи ВРК большевикам удалось наладить связь с солдатскими комитетами частей Петроградского гарнизона. 21 октября собрание представителей полковых комитетов Петроградского гарнизона признало Петросовет единственной властью в городе, после чего ВРК начал назначать своих комиссаров в воинские части, заменяя комиссаров Временного правительства. К 24 октября комиссары ВРК были назначены в 51 часть, а также на заводы, железные дороги и склады оружия.
В ночь на 22 октября ВРК потребовал от штаба Петроградского военного округа признать полномочия комиссаров ВРК, а днём объявил о подчинении себе гарнизона. 23 октября со штабом была достигнута договорённость о создании при штабе консультативного органа. В тот же день председатель Петросовета Л. Д. Троцкий лично «распропагандировал» последнюю колеблющуюся часть гарнизона — Петропавловскую крепость.
Как впоследствии описал подготовку к восстанию сам Троцкий:

…Временное Правительство хотело избавиться от гарнизона. Солдаты не хотели идти на фронт. Мы этому естественному нежеланию дали политическое выражение, революционную цель, «легальное» прикрытие. Этим мы обеспечили исключительное единодушие внутри гарнизона… вооружённое восстание совершилось в Петрограде в два приёма: в первой половине октября, когда петроградские полки, подчиняясь постановлению Совета, вполне отвечавшему их собственным настроениям, безнаказанно отказались выполнить приказ главнокомандования, и 25 октября, когда понадобилось уже только небольшое дополнительное восстание, рассекавшее пуповину февральской государственности.

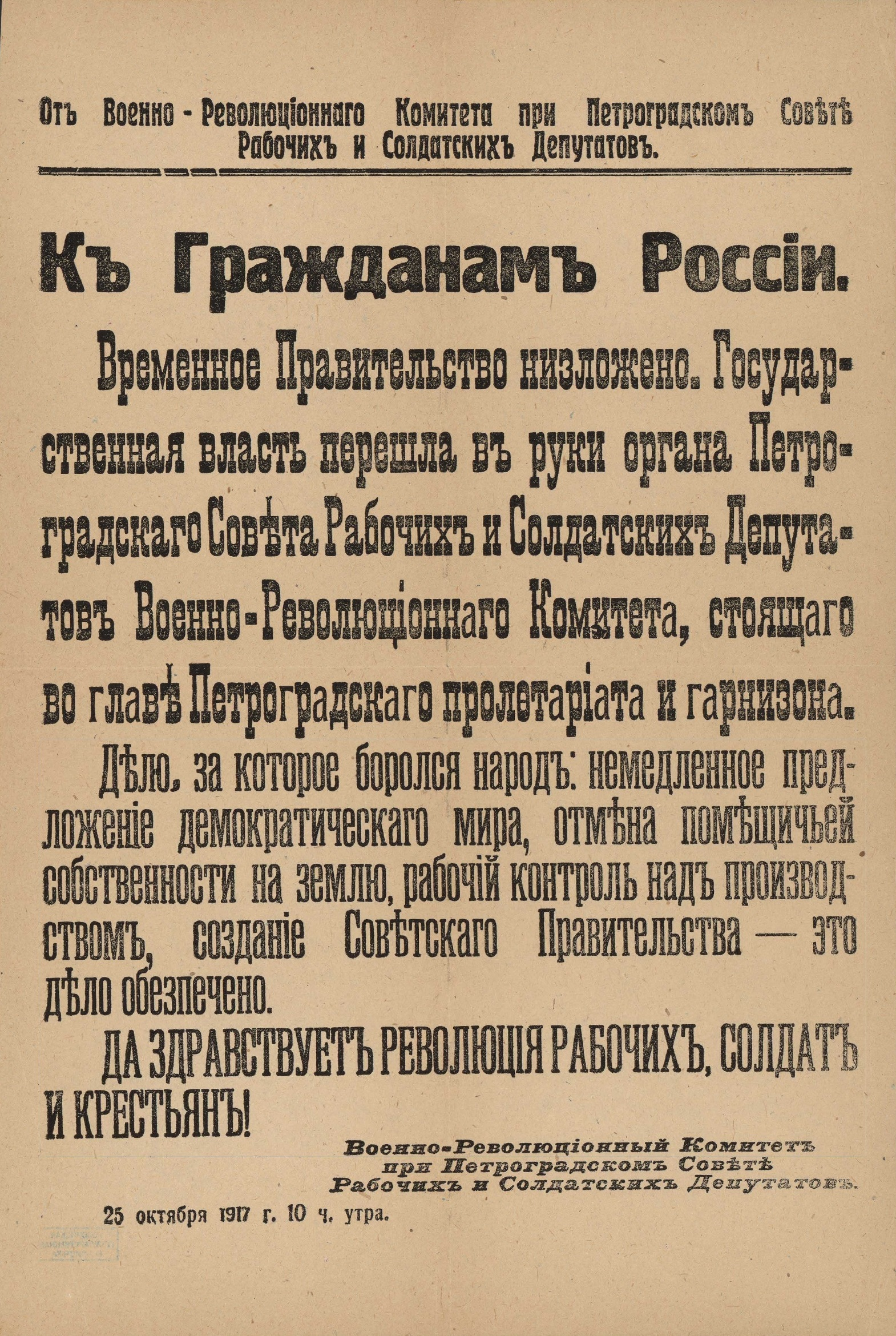
Обращение «К гражданам России»

Хотя ВРК неоднократно отрицал подготовку захвата власти, именно этот орган руководил действиями Красной гвардии (рабочих дружин), революционных солдат и матросов во время восстания, приступив в ночь с 24 на 25 октября к планомерному занятию стратегически важных точек Петрограда.
Утром 25 октября ВРК издал обращение «К гражданам России», сообщавшее, что Временное правительство низложено, а государственная власть перешла к Военно-революционному комитету. С этого момента (25 октября 1000) ПВРК фактически стал высшей властью в стране и оставался ей вплоть до 5 часов утра 26 октября, когда высшей властью объявил себя II Всероссийский съезд Советов рабочих и солдатских депутатов.

## ВРК после Октябрьской революции
Сразу после Октябрьского вооружённого восстания в Петрограде большевикам пришлось столкнуться с массовым бойкотом госслужащих (в советской историографии — «саботаж»), в связи с чем практически вся деятельность старой государственной машины была в течение нескольких месяцев парализована.
В то же время новая государственная машина ещё только начинала строиться. В возникшем на короткое время вакууме единственной реальной властью в Петрограде стал Петроградский ВРК, который мог опираться на значительную в масштабах города военную силу: большевизированные Петроградский гарнизон и Кронштадтская военно-морская база, отряды Красной гвардии, Советы и ВРК на местах. В первые же дни после прихода большевиков к власти Петроградский ВРК разослал во все концы России до 300 агитаторов.
Уже 29 октября Петроградский ВРК был переименован в ВРК при ВЦИК, предоставив в распоряжение Совнаркома (в первом составе которого семь из 15 человек были членами ВРК) свой аппарат власти. При этом ВЦИК назначил в состав ВРК 13 своих представителей, в том числе Предсовнаркома Ленина В. И.
Полномочия Петроградского ВРК резко расширились по сравнению с первоначальными. К 10 ноября 1917 года ВРК назначил 184 комиссара в гражданские учреждения, 85 — в войсковые части и 72 в провинцию, широко занимался увольнениями бойкотирующих новую власть госслужащих, арестами противников новой власти, закрытием антибольшевистских газет, организацией на местах новых ВРК и ревкомов.
Уже на 25-27 октября (7-9 ноября) в России действовало 40 ВРК. В течение нескольких месяцев по инициативе ЦК РСДРП(б), СНК, Петроградского ВРК и разъехавшихся по всей России делегатов II Всероссийского Съезда Советов рабочих и солдатских депутатов было образовано в общей сложности 220 ВРК на местах. Эти органы повсеместно занимались роспуском органов власти Временного правительства на местах, перевыборами местных Советов, где большевики не имели большинства, выпускали воззвания, бюллетени и листовки. В течение ноября Петроградский ВРК направил на места 650 агитаторов, 250 комиссаров и сотни инструкторов.
Вскоре ВРК также начал заниматься вопросами снабжения Петрограда топливом и продовольствием, пресечением мародёрства и погромов, организовал охрану складов, электростанций, музеев и др. В составе ВРК появился ряд новых органов: комиссия по борьбе с контрреволюцией (21 ноября), врачебно-санитарный отдел, отряды по охране продовольствия.
Уже 7 ноября председатель Петросовета Троцкий от имени ВРК опубликовал воззвание «Вниманию всех граждан», в котором обвинил «буржуазию» в «саботаже» снабжения Петрограда продовольствием. 11 (24) ноября Отдел снабжения и продовольствия при ВРК, предрешая будущую политику продотрядов, постановил отправлять в хлебопроизводящие губернии отряды из солдат, матросов, рабочих и красногвардейцев для изъятия предметов первой необходимости, требовавшихся Петрограду и фронту.
Значительной проблемой революционного Петрограда стало широко распространившиеся мародёрство, в особенности — погромы винных лавок. По инициативе Дзержинского при ВРК была создана Комиссия по борьбе с погромами, которая 6 (19) декабря, непосредственно перед роспуском самого ВРК, объявила Петроград на осадном положении и ввела в городе комендантский час.
Фактически ВРК продолжал подчиняться не ВЦИК и СНК, а Петросовету, что иногда вызывало трения с Совнаркомом. Постепенно функции ВРК начали переходить к ВЦИК, СНК и создаваемым наркоматам, при этом отдельные комиссары и целые отделы переводились из ВРК в соответствующие наркоматы (продовольствия, юстиции, иностранных дел и др.) или Советы. 26 ноября был распущен Морской ВРК, 5 (18) декабря объявил о своём самороспуске и Петроградский ВРК. Оставшиеся у него к тому времени функции были переданы образованной ВЧК, первой (по времени) задачей которой стала борьба с продолжавшимся бойкотом госслужащих.
(Иначе: «По мере совершенствования советского государственного аппарата функции Военно-революционного комитета все больше переходили к различным народным комиссариатам. Деятельность ВРК постепенно свелась главным образом к борьбе с контрреволюцией и саботажем. 1 декабря 1917 года ВЦИК рассмотрел вопрос о реорганизации Военно-революционного комитета и образовании вместо него отдела по борьбе с контрреволюцией. Через четыре дня, 5 декабря, Петроградский ВРК опубликовал объявление о роспуске и передаче функций отделу по борьбе с контрреволюцией при ЦИК».)
По объяснению профессора МПГУ д-ра ист. наук С. Леонова, причиной ликвидации Петроградского военно-революционного комитета и замещения его Всероссийской чрезвычайной комиссией являлась политическая борьба большевиков с левыми эсерами. Известный исследователь революции 1917 г. в России А. Е. Рабинович в этой связи отмечает:

В середине ноября успехом завершилось слияние центральных исполкомов крестьянских и рабоче-солдатских Советов в единый Всероссийский Центральный Исполнительный Комитет Советов рабочих, солдатских и крестьянских депутатов и начались переговоры о создании коалиции большевиков и левых эсеров в Совнаркоме. В течение следующих двух недель невозможно было сказать с определённостью, какая из двух левых социалистических партий: большевики или левые эсеры, — окажется у руля объединённого ВЦИКа. В руках левых эсеров в этот период находились чрезвычайно мощные рычаги влияния. Среди прочего они потребовали от большевиков равного представительства в ВРК, и большевики пошли на эту неудобную для них уступку. С первых послеоктябрьских дней левые эсеры подвергали яростным нападкам насилие, применяемое ВРК к политическим оппонентам, и ограничение их гражданских прав. Равенство левых эсеров и большевиков в ВРК грозило ограничить свободу действий последних в деле подавления политических противников. На заседании Совнаркома 15 ноября было высказано мнение в пользу отмены ВРК.

## Военно-революционный центр
В ночь с 15 на 16 октября ЦК РСДРП(б) сформировал так называемый Военно-революционный центр в составе членов ЦК большевистской партии Бубнова, Дзержинского, Свердлова, Сталина и Урицкого. Этот орган вошёл в состав ВРК, но дальнейшая его роль до сих пор остаётся дискуссионной. Впервые публичное обсуждение роли ВРЦ разгорелось осенью 1924 года в ходе т.н. «литературной дискуссии». В своём докладе «Троцкизм или ленинизм» Сталин сознательно преувеличивал роль Военно-революционного центра исходя из задач политической борьбы, а также потому, что в состав этого органа входил сам Сталин и не входил Троцкий. Согласно сталинской историографии, ВРЦ являлся партийным «руководящим ядром» ВРК и практически руководил всем восстанием. С другой стороны, согласно мнению исследователя Сергея Шрамко,

…к захвату власти в Петрограде выдуманный Сталиным Военно-революционный центр отношения не имел, все члены ВРЦ в ходе переворота играли не генеральские, а технические роли, выполняя отдельные поручения Петроградского ВРК.

Как утверждает д-р ист. наук С. В. Липицкий, Военно-революционный центр «вошёл в состав Петроградского ВРК и никаких самостоятельных решений или действий по подготовке восстания и руководства им не принимал».
Историк Дм. Волкогонов отдельно подчёркивает:

Сталин в событиях этих дней просто затерялся. Он занимался исполнением текущих поручений Ленина, передавал циркулярные распоряжения в комитеты, принимал участие в подготовке материалов для печати. Ни в одном, касающемся этих исторических дней и ночей архивном документе, с которыми мне удалось ознакомиться, его имя не упоминается…Сталин в дни революционного апогея ничем не «руководил», ничто не «направлял» и никого не «инструктировал», а лишь исполнял текущие поручения Ленина, решения ВРК при Петроградском Совете.

На VI съезде РСДРП(б) в августе 1917 года, когда была выработана и принята концепция вооружённого взятия власти, Сталин, в отсутствие Ленина, выступал с двумя основными докладами — «О политической деятельности ЦК» (см. стр. 14 Протоколов VI съезда РСДРП(б), М. 1958) и «О текущем моменте» (см. стр. 110 Протоколов VI съезда РСДРП(б), М. 1958), являлся автором тезисов, взятых за основу для выработки резолюции съезда, и членом комитета по её доработке. Таким образом, даже если в октябре 1917 года Сталин «ничем не „руководил“, ничто не „направлял“ и никого не „инструктировал“, а лишь исполнял текущие поручения», то в выработке концепции активной фазы революции и в её подготовке он играл далеко не последнюю роль.